# 夏晶
夏晶（英語：Jing Xia）是爾灣加州大學副教授。

## 生平
2017年，由夏晶與洛杉磯加州大學教授王康隆領導的研究團隊，按照美國史丹福大學教授張首晟提出的實驗計畫，首次確鑿發現馬約拉納准粒子的存在